# Hispània FC
Hispània Football Club, ook Hispània Athletic Club genoemd, is een voormalige Spaanse voetbalclub uit de Catalaanse stad Barcelona. De club speelde in het stadion Muntaner, het latere stadion van FC Barcelona.

## Geschiedenis
Hispània FC werd opgericht in november 1900 door fabrieksarbeiders uit de wijk Sant Andreu. Alfons Macaya, president van Hispània FC, was in hetzelfde jaar de initiatiefnemer van de eerste Catalaanse competitie, de Copa Macaya. Hispània FC won de eerste editie van dit toernooi met Samuel Alfredo Morris als aanvoerder. De Copa Macaya werd in 1904 hernoemd tot Campionat de Catalunya. Hispània FC werd in 1903 alweer opgeheven.

## Gewonnen prijzen
- Copa Macaya: 1901